# 長江郡
長江郡（チャンガンぐん）は、朝鮮民主主義人民共和国慈江道の中北部に位置する郡。郡の名前は長津郡と江界郡から一字ずつ取ったものである。

## 地理
北西に満浦市、北に慈城郡、東に 和坪郡・狼林郡、南に 江界市・城干郡、西で時中郡と接する。
長江郡の地形は北東方に 江南山脈、南西に 狄踰嶺山脈が通過して岩と山地が多い。 最高峰は北の境界にある金坡山(1918m)である。

## 歴史
独立前には平安北道江界郡の一部だった。 1949年1月に南部が前川郡、北部が満浦郡に分離して咸鏡南道長津郡東門面が統合された。12月江界郡公北面、従南面、従西面、曲河面、漁雷面、東門面を長江郡に改称した。 1952年12月に行政区域改編で従南面、従西面と公北面一部に再構成された。

### 年表
この節の出典
- 1949年12月 - 慈江道江界郡従南面・従西面・曲河面・漁雷面・東門面および公北面の一部をもって、長江郡を設置。(6面)
- 1952年12月 - 郡面里統廃合により、慈江道長江郡従南面・従西面および公北面の一部地域をもって、長江郡を設置。長江郡に以下の邑・里が成立。(1邑13里)
  - 長江邑・香河里・獐項里・勝芳里・門岩里・牙得里・長坪里・武㯖里・成章里・院坪里・従浦里・黄清里・新城里・明新里
- 1952年末 (1邑2労働者区11里)
  - 門岩里が五一労働者区に昇格。
  - 牙得里が狼林労働者区に昇格。
- 1967年10月 (1邑3労働者区10里)
  - 勝芳里が勝芳労働者区に昇格。
  - 長坪里の一部が江界市古営洞の一部と合併し、江界市古界洞となる。
- 1981年 - 黄清里が革新里に改称。(1邑3労働者区10里)

## 経済
清涼飲料と製薬工場がある。従城江沿いに稲作が行われ、高地では葡萄などの作物が栽培される。 また、亜鉛が採掘される。

## 交通
郡の南東に江界線が通過する。 
- 江界線
  - 香河駅 - 勝芳下里駅 - 勝芳駅 - 公北駅 - 五一駅 - 坪里駅 - 黄浦駅 - 十里坪駅

## 行政区域
1邑 3労働者区 10里で構成される。
- 장강읍 (長江邑、チャンガンウプ)
- 승방로동자구 (勝芳労働者区、スンバンノドンジャグ)
- 오일로동자구 (五一労働者区、オイルロドンジャグ)
- 랑림로동자구 (狼林労働者区、ランニムノドンジャグ)
- 종포리 (従浦里、チョンポリ)
- 신성시 (新城里、シンソンニ)
- 명신리 (明新里、ミョンシンニ)
- 장평리 (長坪里、チャンピョンニ)
- 혁신리 (革新里、ヒョクシンニ)
- 무덕리 (武徳里、ムドンニ)
- 성장리 (成章里、ソンジャンニ)
- 원평리 (院坪里、ウォンピョンニ)
- 향하리 (香河里、ヒャンハリ)
- 장항리 (獐項里、チャンハンニ)